# Paul-Joseph-Marie Gouyon
Pour les articles homonymes, voir Gouyon.
Paul Gouyon, né à Bordeaux le 24 octobre 1910 et mort le 26 septembre 2000, est un homme d'Église, évêque, puis archevêque et cardinal.

## Biographie
Il est ordonné prêtre à Bordeaux le 13 mars 1937.
Le 6 aout 1957, Pie XII le nomme évêque du diocèse de Bayonne, Lescar et Oloron. Il reçoit la consécration épiscopale le 
7 octobre suivant des mains de Paul Richaud, archevêque de Bordeaux.
Le 6 septembre 1963, Paul VI le nomme archevêque titulaire de Pessinus (de) et archevêque coadjuteur de Rennes auprès du cardinal Roques. Un an plus tard, à la mort de ce dernier, il lui succède à la tête du diocèse.
Il est créé cardinal par Paul VI lors du consistoire du 28 avril 1969 avec le titre de cardinal-prêtre de la Natività di Nostro Signore Gesù Cristo a Via Gallia.
Il participe aux deux conclaves de l'année 1978, le conclave d'août 1978 et le conclave d'octobre 1978.
Il se retire le 15 octobre 1985 à quelques jours de son soixante-quinzième anniversaire, laissant le siège d'archevêque de Rennes à son coadjuteur, Jacques Jullien.
Il meurt le 26 septembre 2000 à Bordeaux et est enterré à Saint-Pern (Ille-et-Vilaine) au cimetière de la maison-mère des Petites Sœurs des pauvres.
Une rue de Rennes rappelle et honore sa mémoire.